# Marcelo Dos Reis Soares
Marcelo Dos Reis Soares, (Manaos, Amazonas, 11 de enero de 1974) es un jugador de futsal hispano-brasileño. Fue internacional por Brasil y España, por esta última en 64 ocasiones.
Comenzó su carrera profesional en España en el Industrias García de Santa Coloma de Gramanet donde llegó a la final del Campeonato de Liga de 1999 siendo máximo goleador y nombrado mejor pívot de ese año. En 2004 fichó por el Polaris World Cartagena fracasando en 2006 de nuevo en su intento por conseguir el Campeonato de Liga. Tras su paso por el club cartagenero llegó al Azkar Lugo club con el que rescindió su contrato en 2008 para recalar en ElPozo Murcia donde por fin consiguió el título de Liga tras dos finales perdidas. Tras este logro fue fichado por el FS Zamora, donde a pesar de las expectativas generadas, el club consumó su descenso a División de Plata del fútbol español llegando al final de su carrera con un fracaso a nivel de clubes a sus espaldas. El 5 de julio de 2010 formalizó un contrato con el Dina de Moscú de Rusia por un año de duración con opción a otro.
Fue máximo goleador de la Liga Española de Fútbol Sala (1998-1999) y mejor pívot de la Liga Española de Fútbol Sala (1998-1999).

## Clubes
| Club                                  | País   | Año       |
| ------------------------------------- | ------ | --------- |
| ABC                                   | Brasil | 1990      |
| Onix                                  | Brasil | 1991      |
| Sumov                                 | Brasil | 1992-1994 |
| Industrias García/Marfil Santa Coloma | España | 1995-2004 |
| Polaris World Cartagena               | España | 2004-2006 |
| Azkar Lugo FS                         | España | 2006-2008 |
| ElPozo Murcia Turística               | España | 2008-2009 |
| FS Zamora                             | España | 2009-2010 |
| MFK Dina Moscú                        | Rusia  | 2010-     |

## Palmarés clubes
1998/1999
- Subcampeonato de Liga Española de Fútbol Sala (Industrias García)

2005/2006
- Subcampeonato de Liga Española de Fútbol Sala (Polaris World Cartagena)

2008/2009
- Campeonato de Liga Española de Fútbol Sala (ElPozo Murcia Turística)

Otros
- 6 campeonatos Estaduales

## Palmarés selecciones brasileña y española
1995
- Torneo IV Naciones
- Copa América

2004
- Campeonato del Mundo

2005
- Campeonato de Europa

2007
- Campeonato de Europa

2008
- Subcampeonato del Mundo